# Amauridia dentina
Amauridia dentina är en fjärilsart som beskrevs av George Francis Hampson. Amauridia dentina ingår i släktet Amauridia och familjen nattflyn. Inga underarter finns listade i Catalogue of Life.